# Mare de Déu de la Nativitat de la Morera de Montsant
La Mare de Déu de la Nativitat de la Morera de Montsant és una església del municipi de la Morera de Montsant (Priorat) protegida com a bé cultural d'interès local.

## Descripció
Aquest temple presenta planta de tres naus més creuer no sobresortit, amb volta de canó amb llunetes a la nau central i d'aresta a les laterals. El creuer presenta una volta d'aresta i la capçalera una de quart d'esfera que arrenca de quarts d'esfera angulars als racons. Les naus laterals estan formades pels espais entre els contraforts, amb un pas petit. El conjunt és de pedra reforçada per carreus als angles, amb la façana arrebossada i enguixat a l'interior. El campanar és de planta quadrada, situat als peus del temple, al costat dret. Mirant al cementeri hi ha dues finestretes de doble esqueixada.
A la façana hi ha una petita rosassa. La porta, d'estil romànic, compta amb dues columnes d'on arrenquen tres arquivoltes i un guardapols, tot plegat bastant malmès. Al damunt de la portalada hi veiem tres fornícules, on es trobaven tres imatges actualment desaparegudes.
L'església forma part de l'abadia i l'antic cementeri annex.

## Història
La colonització cristiana de la Morera es produí a partir de 1170, arran de la donació de l'indret a favor d'Arnau de Salforès per part d'Albert de Castellvell. A partir de llavors es devia bastir l'església del lloc, que en un principi va passar a ser sufragània de la parròquia de Santa Maria de Siurana.
La primera notícia coneguda de l'església és del 1228, any en què figura un plet entre el rector de Siurana i el monestir d'Escaladei entorn del cobrament de les primícies. El 1244 ja era parròquia, segons és atestat també per un plet que enfrontà els rectors de la Morera de Montsant i Cornudella de Montsant.
El 1218 el monestir d'Escaladei va rebre de mans de l'arquebisbe Aspàreg de la Barca el dret de patronatge sobre el territori del priorat. Foren sufragànies de la parròquia de la Morera les esglésies de Poboleda i Montalt. L'edifici fou cremat l'any 1810, durant la guerra del Francès. El 1936, amb l'inici de la Guerra Civil, va patir un nou incendi.